# 3 000 mètres steeple féminin aux Jeux olympiques d'été de 2008
Navigation
Londres 2012
L'épreuve du 3 000 mètres steeple féminin aux Jeux olympiques d'été de 2008 a eu lieu le 15 pour les séries et le 19 et 21 août 2008 pour la finale, dans le Stade national de Pékin.
Il s'agit de la première compétition féminine de steeple disputée dans le cadre des Jeux olympiques.
Les limites de qualifications étaient de 9 min 46 s 00 pour la limite A et de 9 min 55 s 00 pour la limite B.

## Records
Avant cette compétition, les records dans cette discipline étaient les suivants :
| Record du monde | 9 min 01 s 59 | Gulnara Samitova-Galkina | Russie | 4 juillet 2004 | Heraklion |

Il n'y a aucun record olympique car le 3 000 steeple féminin se dispute pour la première fois lors de ces Jeux.

## Médaillées
| Or                       | Argent          | Bronze            |
| Gulnara Samitova-Galkina | Eunice Jepkorir | Tatyana Arkhipova |

## Résultats

### Finale (17 août)
| Rang | Pays       | Athlète                  | Temps               |
| ---- | ---------- | ------------------------ | ------------------- |
| 1    | Russie     | Gulnara Samitova-Galkina | 8 min 58 s 81 (RM)  |
| 2    | Kenya      | Eunice Jepkorir          | 9 min 07 s 41 (RAf) |
| DSQ  | Russie     | Yekaterina Volkova       | 9 min 07 s 64 (SB)  |
| 3    | Russie     | Tatyana Arkhipova        | 9 min 12 s 33 (SB)  |
| 5    | Roumanie   | Cristina Casandra        | 9 min 16 s 85 (RN)  |
| 6    | Kenya      | Ruth Bisibori Nyangau    | 9 min 17 s 35 (PB)  |
| 7    | Éthiopie   | Zemzem Ahmed             | 9 min 17 s 85 (RN)  |
| 8    | Pologne    | Wioletta Frankiewicz     | 9 min 21 s 76 (SB)  |
| 9    | États-Unis | Jennifer Barringer       | 9 min 22 s 26 (RAm) |
| 10   | États-Unis | Anna Willard             | 9 min 25 s 63       |
| 11   | Italie     | Elena Romagnolo          | 9 min 30 s 04       |
| 12   | Espagne    | Zulema Fuentes-Pila      | 9 min 35 s 16       |
| 13   | Tunisie    | Habiba Ghribi            | 9 min 36 s 43       |
| 14   | Irlande    | Roisin McGettigan        | 9 min 55 s 89       |
|      | Espagne    | Marta Domínguez          | abandon             |

### Qualifications (15 août)
51 athlètes étaient inscrites à cette course qui faisait son apparition aux Jeux olympiques. Trois séries de qualifications ont été disputées. Les quatre premières coureuses de chaque série et les trois athlètes avec les meilleurs temps se sont qualifiées pour la finale.
Déjà détentrice du record du monde, Gulnara Samitova-Galkina, grâce à sa victoire dans la première série, établit un le premier record olympique de la discipline.
| Rang | Pays        | Athlète                  | Temps                     |
| ---- | ----------- | ------------------------ | ------------------------- |
| 1    | Russie      | Gulnara Samitova-Galkina | 9 min 15 s 17 Q (RO)      |
| 2    | Kenya       | Ruth Bisibori Nyangau    | 9 min 19 s 75 Q           |
| 3    | Pologne     | Wioletta Frankiewicz     | 9 min 21 s 88 Q (SB) (RO) |
| 4    | Roumanie    | Cristina Casandra        | 9 min 22 s 38 Q (RN)      |
| 5    | Tunisie     | Habiba Ghribi            | 9 min 25 s 50 q (RN)      |
| 6    | Royaume-Uni | Helen Clitheroe          | 9 min 29 s 14 (RN)        |
| 7    | Chine       | Yanmei Zhu               | 9 min 29 s 63 (PB)        |
| 8    | États-Unis  | Lindsey Anderson         | 9 min 36 s 81             |
| 9    | Éthiopie    | Mekdes Bekele            | 9 min 41 s 43             |
| 10   | Irlande     | Fionnuala Britton        | 9 min 43 s 57 (SB)        |
| 11   | Ukraine     | Valentyna Horpynych      | 9 min 43 s 95             |
| 12   | Espagne     | Rosa Morató              | 9 min 45 s 33             |
| 13   | Australie   | Victoria Mitchell        | 9 min 47 s 88             |
| 14   | Turquie     | Türkan Erismis           | 9 min 48 s 54             |
| 15   | Portugal    | Clarisse Cruz            | 9 min 49 s 45             |
| 16   | Japon       | Minori Hayakari          | 9 min 49 s 70             |
| 17   | Algérie     | Widad Mendil             | 9 min 52 s 35             |

| Rang | Pays       | Athlète             | Temps                |
| ---- | ---------- | ------------------- | -------------------- |
| 1    | Russie     | Tatyana Petrova     | 9 min 28 s 85 Q      |
| 2    | Irlande    | Roisin McGettigan   | 9 min 28 s 92 Q (SB) |
| 3    | États-Unis | Jennifer Barringer  | 9 min 29 s 20 Q      |
| 4    | Espagne    | Zulema Fuentes-Pila | 9 min 29 s 40 Q (PB) |
| 5    | Portugal   | Jessica Augusto     | 9 min 30 s 23        |
| 6    | Roumanie   | Ancuta Bobocel      | 9 min 35 s 31        |
| 7    | France     | Sophie Duarte       | 9 min 38 s 08        |
| 8    | Éthiopie   | Sofia Assefa        | 9 min 47 s 02        |
| 9    | Soudan     | Muna Durka          | 9 min 53 s 09        |
| 10   | Belgique   | Veerle Dejaeghere   | 9 min 54 s 65        |
| 11   | Maroc      | Hanane Ouhaddou     | 9 min 56 s 41        |
| 12   | Kenya      | Veronica Wanjiru    | 10 min 01 s 69       |
| 13   | Moldavie   | Oxana Juravel       | 10 min 04 s 38       |
| 14   | Turquie    | Asli Cakir          | 10 min 05 s 76       |
| 15   | Grèce      | Iríni Kokkinaríou   | 10 min 22 s 39       |
| 16   | Chine      | Yanni Zhao          | 10 min 36 s 77       |
| 17   | Jamaïque   | Mardrea Hyman       | abandon              |

| Rang | Pays        | Athlète              | Temps                |
| ---- | ----------- | -------------------- | -------------------- |
| 1    | Kenya       | Eunice Jepkorir      | 9 min 21 s 31 Q      |
| 2    | Espagne     | Marta Domínguez      | 9 min 22 s 11 Q      |
| 3    | Russie      | Yekaterina Volkova   | 9 min 23 s 06 Q      |
| 4    | Éthiopie    | Zemzem Ahmed         | 9 min 25 s 63 Q (PB) |
| 5    | Italie      | Elena Romagnolo      | 9 min 27 s 48 q (RN) |
| 6    | États-Unis  | Anna Willard         | 9 min 28 s 52 q      |
| 7    | Allemagne   | Antje Möldner        | 9 min 29 s 86 (RN)   |
| 8    | Lituanie    | Rasa Troup           | 9 min 30 s 21 (RN)   |
| 9    | Australie   | Donna MacFarlane     | 9 min 32 s 05        |
| 10   | Portugal    | Sara Moreira         | 9 min 34 s 39        |
| 11   | Pologne     | Katarzyna Kowalska   | 9 min 47 s 02        |
| 12   | Royaume-Uni | Barbara Parker       | 9 min 51 s 93        |
| 13   | Chine       | Zhenzhu Li           | 10 min 04 s 05       |
| 14   | Lettonie    | Inna Poluškina       | 10 min 18 s 60       |
| 15   | Jamaïque    | Korene Hinds         | abandon              |
| 16   | Brésil      | Zenaide Vieira       | abandon              |
| 17   | Bulgarie    | Dobrinka Shalamanova | abandon              |